# Cymbidium suave
Espèce
Statut CITES
Cymbidium suave est une espèce d'orchidées épiphytes originaire d'Australie.
C'est l'un des trois espèces épiphytes de Cymbidium qui poussent en Australie. Les fleurs sont semblables à celle de l'espèce Cymbidium madidum, cependant, Cymbidium suave peut en être facilement distingué par l'absence de pseudobulbes qui sont communs au genre. Les deux autres espèces également originaires d'Australie comprennent Cymbidium canaliculatum et Cymbidium madidum précité.
Les fleurs pendantes sont vert clair à brun verdâtre. Elles sont parfumées comme le nom l'indique. 